# 르낭 VD역
르낭 VD역(Renens VD)은 스위스 보주 로잔 서쪽에 있는 철도 및 지하철역이다. 로잔-제네바 철도의 스위스 연방 철도 (SBB) 열차와 로잔의 M1 지하철 노선(TSOL이라고도 함)이 운행된다. 그것은 로잔 지하철 시스템의 종점 중 하나이다.

## 운행편
2021년 12월 시간표 변경에 따라 르낭 VD에서 다음 서비스가 정차한다.
- 레기오익스프레스 :
  - 안마스와 브베 사이를 30분 간격으로 운행, 다른 모든 열차는 브베에서 생모리스까지 계속 운행한다.
  - 생모리스까지 매일 왕복.
- RER 보 :
  - S1 : 그랑송과 로잔 사이를 매시간 운행
  - S2 / S5 : 베(주중) 또는 에이글(주말)까지 30분 운행, 발로브까지 매시간 운행 에이글 또는 베에서 생모리스까지 제한된 서비스.
  - S3 / S4 : 알라망과 로잔 사이에 30분 간격 운행, 팔레지유는 1시간마다 운행. 평일 러시아워에는 팔레지유에서 로몽까지 연장 운행.
  - S22 : 발로브를 경유하여 르브라주(Le Brassus) 사이에 러시아워 서비스